# Békésy György
Békésy György (Georg von Békésy) (Budapest, 1899. június 3. – Honolulu, 1972. június 13.) magyar–amerikai biofizikus. 1961-ben elnyerte az orvostudományi Nobel-díjat „a belső fül, a csiga ingerlésének fizikai mechanizmusával kapcsolatos felfedezéseiért”.

## Tanulmányai

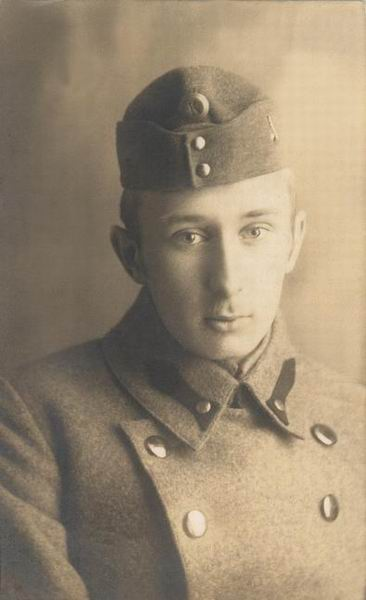
Békésy György 1918 körül

Dr. Békésy Sándor (1860–1923) és Mazaly Paula (1877–1974) három gyermeke közül elsőként született. Kolozsvári születésű apja eredetileg bölcsészdoktor volt, majd közgazdaságtannal foglalkozott és a Kereskedelmi Minisztérium iparfelügyelőjeként külföldön volt szaktudósító; az első világháború alatt pedig a svájci magyar nagykövetség alkalmazottjaként dolgozott. A gyerekek apjukkal magyarul, anyjukkal németül beszéltek, így György magyar beszéde mindig is német hatásról árulkodott. Húga, Lola később Passuth Lászlóhoz ment feleségül; öccse, Miklós pedig 1954-ben agrármérnökként kapott Kossuth-díjat. 
Apja kiküldetései miatt György az elemi iskolát Münchenben (1904–1909) végezte, de a nyolcosztályos gimnáziumot már Konstantinápolyban, egy francia nyelvű jezsuita tanintézményben kezdte el. Négy év után a család 1913-ban az ifjútörökök államcsínye okozta felfordulás elől hazaköltözött, György pedig a budapesti Attila úti gimnáziumban folytatta tanulmányait. Néhány hónap múlva, 1913 végén azonban Svájcba utaztak, így Zürichben érettségizett a Minerva Intézetben 1916-ban, 17 éves korában. Mivel a svájci egyetemek csak 18. életévüket betöltött hallgatókat vettek fel, így fél évig egy analitikai mérlegeket készítő műhelyben dolgozott műszerésztanoncként.
1917 őszén beiratkozott a Berni Egyetem kémiai szakára, de már októberben behívták katonának. Néhány hónappal később, 1918 tavaszán visszaengedték tanulmányaihoz. 1921-ben vegyész oklevelet szerzett. Hazaköltözött Magyarországra és 1923-ban a budapesti Pázmány Péter Tudományegyetemen Tangl Károlynál fizikából doktorált. Témája a határfelületen át történő diffúzió vizsgálata volt interferométerrel. Ahogyan később nyilatkozott : „Olyasmit csináltam, amit ma interferencia-mikroszkópnak neveznek, de sajnos nem publikáltam”.

## Tudományos munkássága
A háborúk és a társadalmi felfordulás után igen nehéz volt Magyarországon kutatói munkát találni. Békésyt végül a Posta Kísérleti Állomás igazgatója, Paskay Bernát alkalmazta, aki bátorította, hogy hivatali teendői elvégzése után bátran kísérletezzen. Két év megszakítással (1925–26-ban a Siemenshez kapott ösztöndíjat) egészen 1948-ig a Posta Kísérleti Állomáson dolgozott, ahol a távközléssel kapcsolatos kutatásokat végzett. Kezdetben a telefonkészülék hallgatójának fejlesztését kapta feladatául. Ennek megértéséhez meg kellett ismernie a fül mechanizmusát. Biológiai és anatómiai tanulmányokat végzett.
Magyari Endrével közösen dolgoztak ki egy teljes akusztikai rendszert, amely a terem utózengési idejének meghatározásától kezdve az elektroakusztikai eszközök jellemzőinek meghatározásáig és elhelyezésüknek módjáig terjedt. Ez a kutatás keltette fel az érdeklődését a fül működésével kapcsolatban. Az 1930-as években a Magyar Rádió stúdióinak akusztikus tervezését is ő végezte el. 1933-ban a Tudományegyetem magántanárává habilitálták, 1940-ben ugyanitt kinevezték a Gyakorlati Fizikai Intézet professzorává. 1939-től a Magyar Tudományos Akadémia levelező, 1946-tól rendes tagja volt.
Békésy megmutatta, hogy a belsőfülben, a csigában lévő alaphártya ugyanúgy feszítetlen, ahogyan a középfület határoló dobhártya is az. Így a hangmagasság érzékelése nem történhet az alaphártya rezgésének rezonanciájával. Bebizonyította, hogy a csigában a hang érzékelésekor nem szabályos állóhullámok alakulnak ki, hanem egy – ma úgy mondanánk: nemlineáris – hullám halad végig, amelynek amplitúdója a frekvenciától függően a mintegy 30 mm hosszú járat más-más helyén éri el maximumát. Azt is megmutatta, hogy e hullám csak a gyújtó szerepét tölti be a hangérzetet közvetítő idegsejtek működésében, amihez az energiát a csigában elektrokémiai források szolgáltatják.
Az emberi hallószerv működésére vonatkozó kutatások jelentős részét, amelyekért végül is Nobel-díjat kapott, Magyarországon végezte az 1930-as években és az 1940-es évek első felében. Az Egyesült Államokban kiszélesítette kutatási területét: a látás és általában minden érzékelés közös tulajdonságait, például az úgynevezett oldalirányú gátlást tanulmányozta.

## Amerikai tevékenysége
1944-ben bombatalálat elpusztította Békésy laboratóriumát, műszereit és feljegyzéseit. Budapest ostromakor, majd az utána következő nehéz időben a kutatás gyakorlatilag lehetetlenné vált. 1946-ban fizetetlen kutatói szabadságot vett ki és Svédországba, a Karolinska Intézetbe utazott, hogy a füllel kapcsolatos munkáját folytathassa. A következő évben (budapesti munkáltatójának engedélyével) itt fogadta el az amerikai Harvard Egyetem meghívását. Szabadságának lejártakor kérte annak meghosszabbítását, amit 1948-ban elutasítottak. Békésy nem tért vissza Magyarországra, gyakorlatilag emigrált (1949-ben akadémiai tagságát megszüntették) és a Harvardon maradt a következő 16 évben.
1961-ben a belső fül, a csiga ingerlésének fizikai mechanizmusával kapcsolatos fölfedezéseit orvosi Nobel-díjjal jutalmazták.
1965-ben az az épület, amelynek alagsorában laboratóriuma volt, leégett. „Életemben háromszor veszítettem el mindenemet”, írta később Békésy (a másodszor az emigrációjakor hagyott hátra mindent). A Harvardon ekkor már nem érezte jól magát, és a következő évben elfogadta a Hawaii Egyetem meghívását, hogy legyen a Hawaii Telefontársaság által felszerelt Érzékszervi Kutatólaboratórium (Laboratory of Sensory Science) vezetője. Élete hátralévő részét Honoluluban töltötte érzékszervi kutatásainak és ázsiai művészettörténeti gyűjteményének élve. Soha nem házasodott meg, így gyermekei sem születtek.
Békésy György 1972. június 13-án halt meg Honoluluban, 73 éves korában. Végakaratának megfelelően hamvait a Csendes-óceánba szórták.

## Díjai, elismerései

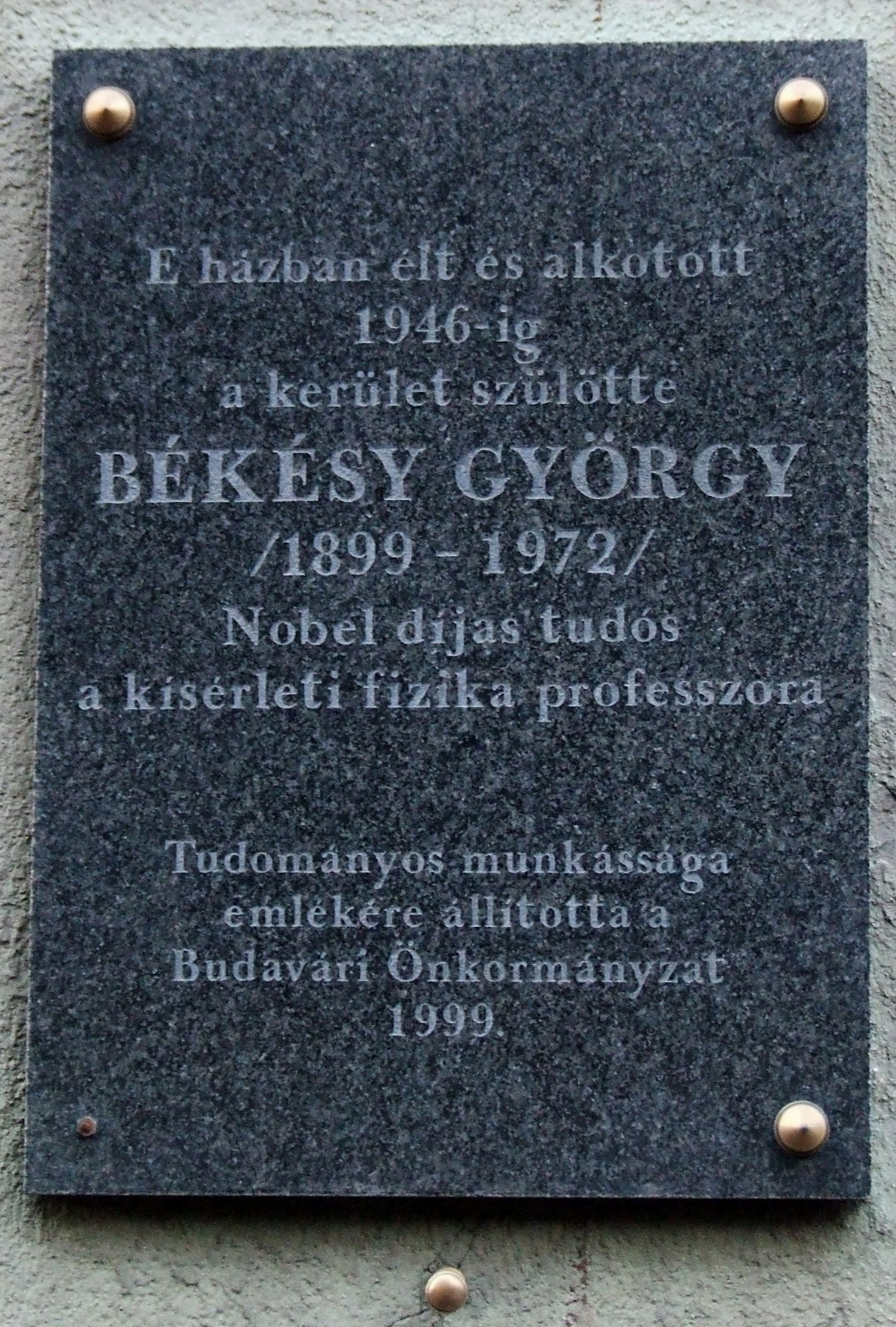
Emléktáblája Budapesten, a I. kerület Fő utca 19. alatt

- 1931: a Német Fülorvos Társaság Denker-díj
- 1937: a Porosz Tudományos Akadémia Leibnitz-érme
- 1939: a Groningeni Egyetem Guyot-díja
- 1946: az MTA Marczibányi-mellékjutalma
- 1950: Shambaugh-díj
- 1955: a Kísérletes Pszichológiai Társaság Howard Crosby Warren-érme
- 1957: az Amerikai Fülorvos Társaság aranyérme
- 1961: az Amerikai Akusztikai Társaság aranyérme
- 1961: Fiziológiai és orvostudományi Nobel-díj
- 2002: Magyar Örökség díj (posztumusz)

A Münsteri (1955), a Berni (1960), a Padovai (1962), a Pennsylvania (1965), a Buenos Aires-i (1968), a Córdobai (1968), a Hawaii Egyetem díszdoktora (1969), ill. a Semmelweis Egyetem (akkor Budapesti Orvostudományi Egyetem) tiszteletbeli doktora (1969).
| align="center"|Great-grandmother:
Julianna Thoma (Roman Catholic)
|}